# Another side of SINGLES II
『another side of SINGLES II』（アナザー・サイド・オブ・シングルス・ツー）は、LUNA SEAの3枚目のベスト・アルバム。2002年3月6日発売。

## 解説
すでにLUNA SEAが終幕（解散）して1年3ヶ月後にリリースされた、シングルカップリング曲集。9thシングル「STORM」〜14thシングル「LOVE SONG」のカップリング曲を網羅した内容である。
なお9th〜14thまでのシングル表題曲は全て『PERIOD』に、1st〜8thシングル表題曲及びカップリング曲は全て『SINGLES』に収録されている。

## 収録曲
| 全作詞・作曲・編曲: LUNA SEA。 |                         |          |            |      |
| #                              | タイトル                | 作詞     | 作曲・編曲 | 時間 |
| 1.                             | 「この世界の果てで」    | LUNA SEA | LUNA SEA   | 5:59 |
| 2.                             | 「Looper」              | LUNA SEA | LUNA SEA   | 4:10 |
| 3.                             | 「WITH」                | LUNA SEA | LUNA SEA   | 5:57 |
| 4.                             | 「inside you」          | LUNA SEA | LUNA SEA   | 4:21 |
| 5.                             | 「My Lover」            | LUNA SEA | LUNA SEA   | 4:16 |
| 6.                             | 「be gone」             | LUNA SEA | LUNA SEA   | 5:14 |
| 7.                             | 「be in agony」         | LUNA SEA | LUNA SEA   | 4:21 |
| 8.                             | 「INTO THE SUN」        | LUNA SEA | LUNA SEA   | 7:12 |
| 9.                             | 「UNTIL THE DAY I DIE」 | LUNA SEA | LUNA SEA   | 5:02 |
| 合計時間:                      | 合計時間:               | 46:32    |            |      |

### 楽曲解説
1. この世界の果てで
9thシングル「STORM」カップリング曲。アルバム初収録。
2. Looper
10thシングル「SHINE」カップリング曲。アルバム初収録。
3. WITH
11thシングル「I for You」カップリング曲。アルバム初収録。
4. inside you
12thシングル「gravity」カップリング曲。アルバム初収録。
5. My Lover
12thシングル「gravity」カップリング曲。アルバム初収録だが、シングルバージョンとは、曲終わりのクリーンギターのトーンが違う為、アルバムバージョンとなっている。
6. be gone
13thシングル「TONIGHT」カップリング曲。アルバム初収録。
7. be in agony
13thシングル「TONIGHT」カップリング曲。アルバム初収録。
8. INTO THE SUN
14thシングル「LOVE SONG」カップリング曲。アルバム初収録。
9. UNTIL THE DAY I DIE
14thシングル「LOVE SONG」カップリング曲。アルバム初収録。